# شورای عالی جمهوری سوسیالیستی آذربایجان شوروی
شورای عالی جمهوری سوسیالیستی آذربایجان شوروی (ترکی آذربایجانی: Azərbaycan SSR Ali Soveti) قوه مقننه در دوره آذربایجان شوروی سابق بود. در سال ۱۹۹۴، شورای عالی به مجلس ملی تغییر نام داد و در سال ۱۹۹۵ با استقرار نظام نیمه‌ریاستی رسماً منحل شد.

## تاریخچه
فشارهای شدید ارتش سرخ روسیه بلشویک و اولتیماتوم کمیته قفقاز حزب کمونیست روسیه که بعداً آذربایجان را اشغال کرد، موجب شد که نمایندگان مجلس ملی جمهوری خلق آذربایجان در آخرین جلسه مورخ ۲۷ آوریل سال ۱۹۲۰ جهت پیشگیری از خونریزی ناچار تصمیم به واگذاری کشور به بلشویک‌ها بگیرند. بی درنگ از آنکه بلشویک‌ها آذربایجان را به تسخیر خود آوردند، ساختار و نهادهای دولتی جمهوری خلق آذربایجان را ملغی و کمیته انقلابی موقت آذربایجان را پایه‌ریزی کردند که متشکل از کمونیست‌های آذربایجانی همچون نریمان نریمانف، علی‌حیدر قرایف، «غضنفر موسی‌بیگف»، «حمید سلطانف» و «داداش بنیادزاده» بود. بلشویک‌ها ارتش آذربایجان را منحل و ژنرال‌ها و افسران آن را اعدام کردند و صنایع خصوصی را ملی ساختند.
در ماه مه سال ۱۹۲۱، اولین جلسه شوراهای سراسری آذربایجان شوروی که متشکل از نمایندگان تازه منتخب از تمام مناطق آذربایجان بود، در باکو رقم خورد. نمایندگان منتخب عمدتاً از قشر کارگران فقیر، بی‌سواد و ناآزموده کارخانجات و روستاییانی بودند که حکومت کامل مسکو بر آذربایجان را تسهیل و هموار می‌کردند. در اولین جلسه تصمیم بر تشکیل کمیته اجرایی مرکزی آذربایجان گرفته شد که دارای ۷۵ عضو و هیئت مدیره‌ای با ۱۳ عضو بود. از سال ۱۹۲۱ تا ۱۹۳۷، ۹ بار جلسه شوراهای سراسری آذربایجان تشکیل شد. در خلال نهمین اجلاس شوراهای سرتاسری آذربایجان در سال ۱۹۳۷، قانون اساسی جدید جمهوری سوسیالیستی آذربایجان شوروی تصویب و نهاد قانونگذاری جدید موسوم به شورای عالی آذربایجان شوروی تأسیس شد.
انتخابات اولین دوره شورای عالی در روز ۲۴ ژوئن سال ۱۹۳۸ برگزار گردید. از ۳۱۰ نماینده‌ای که به شورا راه یافتند، ۱۰۷ نفر کارگر، ۸۸ تن از کشاورزان شاغل در کلخوزها و ۱۱۵ تن دیگر کارمند دولتی تحصیل کرده بودند. ۷۲ نفر از نمایندگان را زنان تشکیل می‌دادند. به دلیل ماهیت اقتدارگرای حکومت شوروی که اکثر ابتکارات جدید را با دیده خصومت می‌نگریست، مجلس عملاً ناکارآمد بود. با توجه به اصلاحات و تجدید ساختارهای متعدد در دولت جمهوری سوسیالیستی آذربایجان شوروی در دهه ۱۹۷۰–۱۹۸۰، نقش شورای عالی در صحنه اداره دولت افزایش یافت. به تبع آن بسیاری از اصلاحات قانونی از جمله تصویب قانون اساسی جدید آذربایجان شوروی در سال ۱۹۷۷ صورت گرفت. شورای عالی در تاریخ ۱۸ اکتبر ۱۹۹۱ قطعنامه ای در تأیید استقلال دوباره آذربایجان از شوروی را به تصویب رسانید.

## دوره‌ها
- اولین دوره (۱۹۳۸–۱۹۴۶)
- دومین دوره (۱۹۴۷–۱۹۵۰)
- سومین دوره (۱۹۵۱–۱۹۵۴)
- چهارمین دوره (۱۹۵۵–۱۹۵۹)
- پنجمین دوره (۱۹۵۹–۱۹۶۲)
- ششمیم دوره (۱۹۶۳–۱۹۶۶)
- هفتمین دوره (۱۹۶۷–۱۹۷۰)
- هشتمین دوره (۱۹۷۱–۱۹۷۵)
- نهمین دوره (۱۹۷۵–۱۹۷۹)
- دهمین دوره (۱۹۸۰–۱۹۸۴)
- یازدهمین دوره (۱۹۸۵–۱۹۹۰)
- دوازدهمین دوره (۱۹۹۱–۱۹۹۵)